# جنتمور
جنتمور یکی از سرداران جوجی پسر چنگیز خان است. جوجی بعد از فتح خوارزم حکومت این قسمت را که مملکت اصلی خوارزمشاهیان بود به جنتمور واگذاشت. حکومت جنتمور حدود سال ۶۳۳–۶۳۰ هَ. ق بود. بعد از انتخاب جنتمور ملک بهاءالدین به امیری خراسان و اسفراین و جوین و بیهق و جاجرم و غیره و ملک نصرت‌الدین به امارت سرحد کبودجامه تا استرآباد منصوب شدند و جنتمور شرف‌الدین خوارزمی را به وزارت خود برگزید و بهاءالدین محمد جوینی ممدوح شیخ سعدی و پدر تاریخ‌دان مشهور عطاملک جوینی را هم به ادارهٔ امور مالی و جمع‌آوری عایدات گماشت. در سال ۶۳۳ جنتمور یکی از امرای خویش یعنی گرگوز را که اصلاً اویغور و یکی از دبیران جوجی پسر چنگیز خان بود را برای عرض گزارش حوزه حکومتی خود نزد اوکتای قاآن فرستاد و بهاالدین جوینی صاحب دیوان را همراه او کرد. مرگ او در سال ۶۳۳ ه ق بود و موقعی که بهاالدین جوینی و گرگوز از دربار مغول برگشتند جنتمور مرده بود.